# Bassa Sassonia

Logo

La Bassa Sassonia (in tedesco Niedersachsen, AFI: [ˈniːdɐˌzaksn̩], ; in basso tedesco Neddersassen) è uno dei sedici Stati federati (Bundesländer) della Germania. Situato nella parte nord-occidentale del territorio tedesco, è il secondo stato federato della Germania per superficie (47.600 km²) e il quarto per popolazione (8.027.031 abitanti). Nasce dopo la seconda guerra mondiale con l'unificazione dello stato di Hannover con gli stati liberi di Braunschweig, Oldenburg e Schaumburg-Lippe. Particolarmente nelle aree rurali si parla ancora il basso sassone, ma il suo utilizzo è in declino.

## Geografia fisica
La Bassa Sassonia confina con il mare del Nord, gli Stati di Schleswig-Holstein, Amburgo e Meclemburgo-Pomerania Anteriore a nord, Brandeburgo e Sassonia-Anhalt a est, Turingia, Assia e Renania Settentrionale-Vestfalia a sud, e con i Paesi Bassi (province di Overijssel, Drenthe e Groninga) a ovest. Lo Stato di Brema forma due enclavi all'interno della Bassa Sassonia. Le principali città dello stato comprendono: Hannover, Braunschweig, Osnabrück, Oldenburg e Gottinga.
La porzione nord-occidentale della Bassa Sassonia è una parte della Frisia; viene chiamata Ostfriesland (Frisia Orientale) e si trova sulla costa del Mare del Nord. Comprende sette isole, conosciute come Isole Frisone Orientali. Nel sud-ovest della Bassa Sassonia si trova Emsland, un'area scarsamente abitata, un tempo ricoperta di paludi inaccessibili.
La metà settentrionale della Bassa Sassonia è totalmente piatta, ma vi sono due aree montuose nel sud: la Weserbergland (regione delle colline del Weser) e il massiccio dello Harz. La porzione centrale dello stato contiene le città più grandi ed economicamente importanti: Hannover, Hildesheim, Wolfsburg, Salzgitter e Braunschweig. La regione nordorientale è chiamata Lüneburger Heide (Brughiera di Luneburgo), la più vasta brughiera della Germania, che in epoca medievale era economicamente fiorente grazie all'estrazione di salgemma.
A nord l'Elba separa la Bassa Sassonia dalla città-stato di Amburgo e dallo Schleswig-Holstein. L'area a sud del fiume Elba viene chiamata Altes Land (paese vecchio), ed è caratterizzata da estese coltivazioni di alberi da frutto.

## Società

### Religione
Chiesa evangelica in Germania 50,8 %, Chiesa cattolica 17,6 %. La Chiesa evangelica in Bassa Sassonia è organizzata nelle cinque Landeskirchen (Chiese regionali): la Chiesa evangelica dello Stato luterano a Braunschweig (che comprende l'ex Stato libero di Brunswick), Chiesa evangelica luterana di Hannover (che comprende l'ex provincia di Hannover), Chiesa evangelica luterana di Oldenburg (che comprende l'ex Stato Libero di Oldenburg), Chiesa evangelica luterana di Schaumburg-Lippe (che comprende l'ex Libero Stato di Schaumbururg-Lippe), e la Chiesa Evangelica Riformata (che copre tutto lo stato).
La Chiesa cattolica è organizzata nelle tre diocesi di Osnabrück (parte occidentale dello stato), Münster (che comprende l'ex Stato Libero di Oldenburg) e Hildesheim (parte settentrionale e orientale dello stato). La fede cattolica è concentrata principalmente nelle regioni di Osnabrück, regione di Hildesheim e nell'Eichsfeld occidentale.
Il 40,2% della popolazione della Bassa Sassonia è ateo o aderisce ad altre religioni.

## Amministrazione
La Bassa Sassonia è divisa in 38 circondari (Landkreis o più semplicemente Kreis):
| 1. Ammerland 2. Aurich 3. Celle 4. Cloppenburg 5. Contea di Bentheim (Grafschaft Bentheim) 6. Cuxhaven 7. Diepholz 8. Emsland 9. Frisia (Friesland) 10. Gifhorn 11. Goslar 12. Gottinga (Göttingen) 13. Hameln-Pyrmont | 1. Hannover 2. Harburg 3. Helmstedt 4. Hildesheim 5. Holzminden 6. Landa (Heidekreis) 7. Leer 8. Lüchow-Dannenberg 9. Luneburgo (Lüneburg) 10. Nienburg/Weser 11. Northeim 12. Oldenburg 13. Osnabrück | 1. Osterholz 2. Peine 3. Rotenburg (Wümme) 4. Schaumburg 5. Stade 6. Uelzen 7. Vechta 8. Verden 9. Wesermarsch 10. Wittmund 11. Wolfenbüttel |

Inoltre ci sono otto città extracircondariali (Kreisfreie Stadt), che non appartengono a nessun circondario:
1. Braunschweig
2. Delmenhorst
3. Emden
4. Oldenburg
5. Osnabrück
6. Salzgitter
7. Wilhelmshaven
8. Wolfsburg

I circondari e le città extracircondariali non sono raggruppati in alcun organismo intermedio; i quattro distretti governativi (Regierungsbezirke) sono stati soppressi nel 2005:
- Braunschweig
- Hannover
- Luneburgo
- Weser-Ems

### Suddivisioni amministrative

#### Grandi città
La capitale Hannover è la più grande e importante città della Bassa Sassonia, con 535 932 abitanti. Seguono le città di Braunschweig (248.823 abitanti), Oldenburg (170.389), Osnabrück (165.032), Wolfsburg (123.949), Göttingen (116.557), Salzgitter (103.694) e Hildesheim (100.319)

## Economia
Nel 2009 la Bassa Sassonia ha generato un reddito complessivo di 205,6 miliardi di euro, il quinto in Germania.
Agricoltura e allevamento sono ancora una parte importante dell'economia (grano, patate, barbabietola da zucchero, bovini, suini), soprattutto nelle province meridionali. Di rilievo è anche l'attività mineraria (argento sui monti dell'Harz, ferro nel Salzgitter, sale in varie zone, lignite, petrolio).
Molto importanti sono le attività industriali. Il settore principale è quello automobilistico: a Wolfsburg hanno sede quartier generale e maggiore stabilimento della Volkswagen, il primo produttore europeo di auto. L'azienda è controllata al 20,3% dall'amministrazione della Bassa Sassonia, e in buona parte anche dalle famiglie Porsche e Piech, entrambe discendenti del cofondatore Ferdinand Porsche. Alla Volkswagen sono legate anche aziende minori, specializzate in componenti meccanici ed elettronici. Altre importanti industrie in Bassa Sassonia sono la costruzione di aerei e navi, la siderurgia e le biotecnologie.
Sempre più di rilievo è anche il settore terziario, sin dagli anni settanta e ottanta (turismo, commercio, comunicazione).
In un confronto nazionale per il 2013, la Bassa Sassonia è al 4 ° posto dietro a Baviera, Baden-Württemberg e Renania settentrionale-Vestfalia con 39,9 milioni di pernottamenti.
Per quanto riguarda il turismo l'attrazione principale all'interno della Bassa Sassonia è rappresentata dalla costa del Mare del Nord della Bassa Sassonia. Importanti destinazioni turistiche sono la regione cosiddetta Cuxland presso Cuxhaven. Altre importanti località balneari si trovano a Butjadingen, nella Frisia presso Oldenburg e sulla costa della Frisia orientale. I seguenti ranghi sono occupati dalle aree di viaggio nella Landa di Luneburgo e dalle Isole Frisone Orientali. A seguire si trova lo Harz come meta preferita per un turismo montano e per sport come trekking.

### Trasporti

#### Strade
La rete stradale della Bassa Sassonia è più concentrata a sud-est, vicino ai centri urbani di Hannover, Braunschweig, Hildesheim e Salzgitter. Le autostrade che corrono dalla zona della Ruhr verso Berlino e gli assi autostradali nord-sud si intersecano in questa zona. Si tratta delle autostrade A2 e A 7/A 27 e della A 36/ A 39. Altre importanti autostrade corrono dalla zona della Ruhr ad Amburgo passando per Osnabrück e Brema e da Amsterdam a Berlino, passando per Osnabrück e Hannover.

#### Ferrovie
La città di Hannover è il più importante snodo per il trasporto ferroviario. Le linee ferroviarie più importanti corrono dalla Germania meridionale verso Gottinga, Hannover e Amburgo e verso la zona della Ruhr passando per Wolfsburg, Hannover e Osnabrück. Altrettanto importanti sono la linea Hannover-Brema e la linea dell'Emsland.
In futuro verranno potenziati i collegamenti ferroviari Hannover-Amburgo e Hannover-Brema e sono attualmente in studio dei percorsi per collegare i porti marittimi dello stato con le principali città tedesche.

#### Aeroporti
Il principale aeroporto della Bassa Sassonia è quello di Hannover-Langenhagen (HAJ), situato 11 km a nord del centro di Hannover. I residenti utilizzano anche gli aeroporti di Brema (BRE), Amburgo (HAM) e Münster/Osnabrück (FMO), al di fuori del territorio della Bassa Sassonia.

## Storia

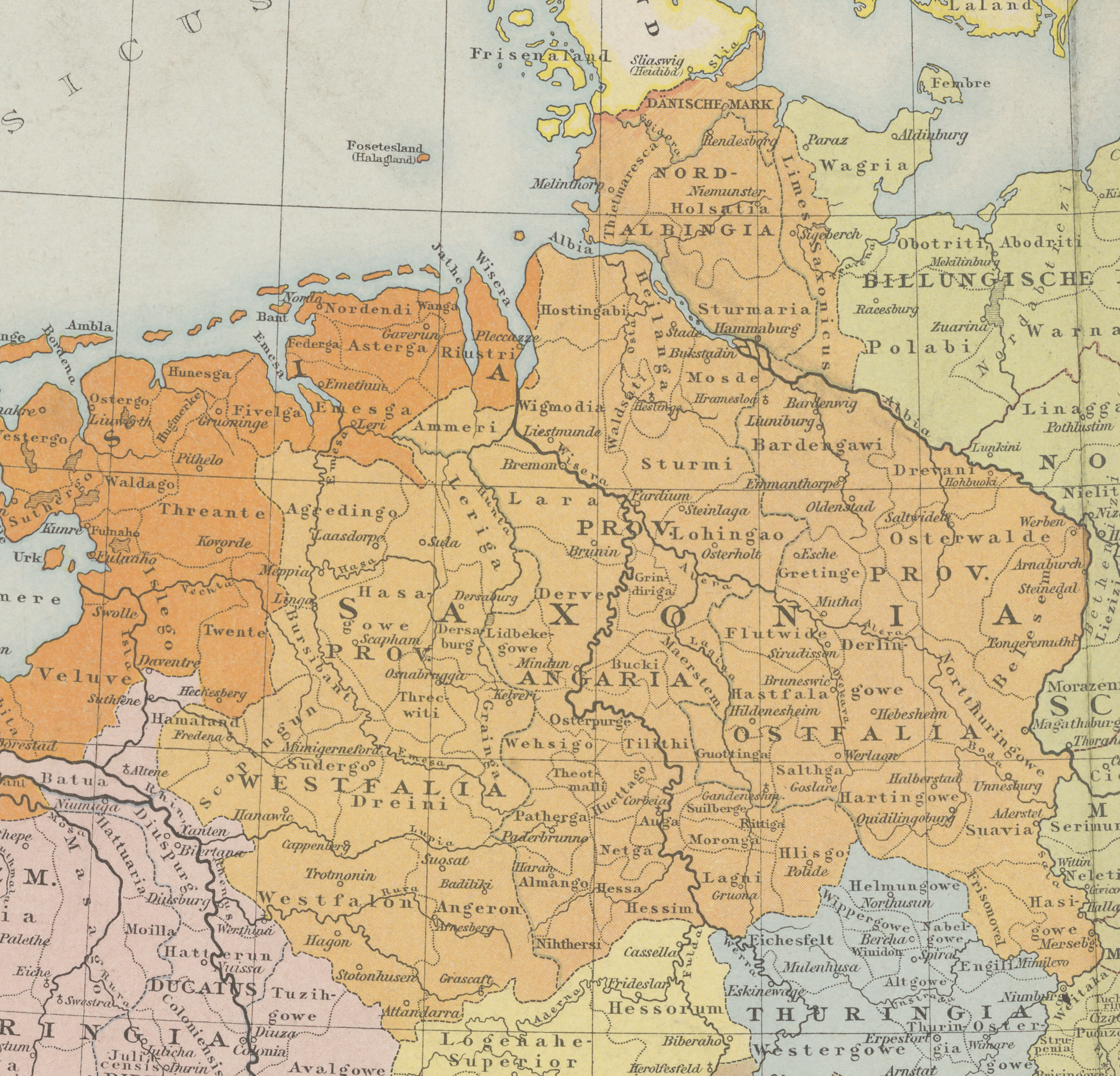
Il Ducato di Sassonia

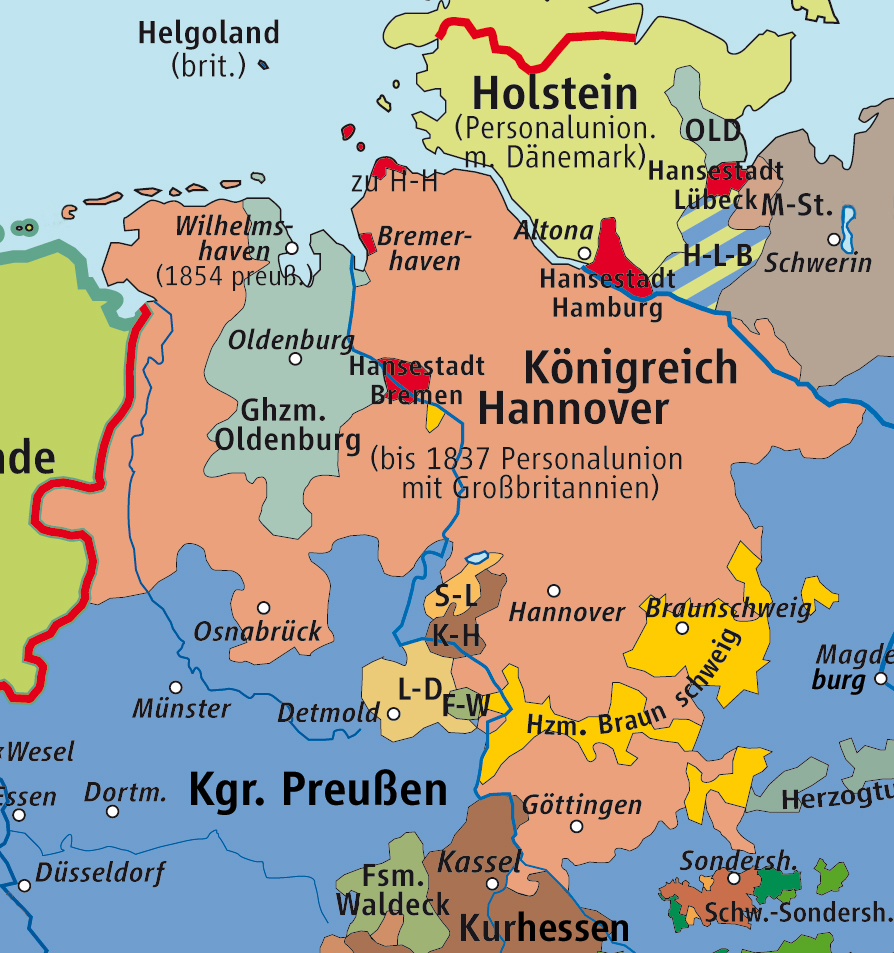
I vari principati nel XIX secolo in quello che è il territorio della Bassa Sassonia

Il nome della Sassonia deriva dalla confederazione di tribù germaniche chiamate Sassoni. Prima del tardo medioevo esisteva un unico Ducato di Sassonia. Il termine "Bassa Sassonia" è stato utilizzato dopo lo scioglimento del ducato della radice alla fine del XIII secolo per disambiguare le parti dell'ex ducato governato dalla Casa di Welfen dall'Elettorato di Sassonia da un lato e dal ducato di Vestfalia dall'altro.
L'area prende il nome dalla popolazione dei Sassoni, che si spostarono qui da quello che è oggi il vicino stato di Schleswig-Holstein verso la metà del I millennio d.C. In origine la regione era chiamata semplicemente "Sassonia", ma, poiché il centro di gravità del Ducato di Sassonia si spostò gradualmente in direzione dell'Elba, verso gli odierni stati di Sassonia-Anhalt e di Sassonia, alla regione venne dato il nome di Bassa Sassonia, che ebbe anche come uno dei Circoli Imperiali di Stato della riforma del 1495.
Il nome e lo stemma dello stato attuale risalgono alla tribù germanica dei Sassoni. Durante il periodo delle migrazioni alcuni dei popoli sassoni lasciarono la loro patria in Holstein intorno al III secolo e si spinsero verso sud sull'Elba, dove si espansero nelle regioni scarsamente popolate nel resto delle pianure, nell'attuale Germania nord-occidentale e nord-orientale parte di quello che ora sono i Paesi Bassi. A partire dal VII secolo circa, i Sassoni avevano occupato un'area di insediamento che corrisponde all'incirca allo stato attuale della Bassa Sassonia, della Vestfalia e un certo numero di aree a est, ad esempio, nell'attuale Sassonia-Anhalt e occidentale. La terra dei Sassoni era divisa in circa 60 Gaue. I Frisoni non si fecero come i Sassoni, non migrarono ma restarono nella regione d'origine, ovvero la zona costiera e per secoli hanno conservato la loro indipendenza all'interno della Bassa Sassonia. La lingua originale degli abitanti dell'Antica Sassonia era il basso tedesco occidentale, una delle varietà di lingua nel gruppo dialettale basso tedesco.
La creazione di confini di quelli che saranno in seguito la Bassa Sassonia e la Vestfalia iniziò nel XII secolo. Nel 1260, in un trattato tra l'Arcivescovato di Colonia e il Ducato di Brunswick-Lüneburg, le terre rivendicate dai due territori furono separate l'una dall'altra. Il confine correva lungo il Weser fino a un punto a nord di Nienburg. La parte settentrionale della regione Weser-Ems fu posta sotto il dominio di Brunswick-Lüneburg.
La denominazione Bassa Sassonia (Niedersachsen in Tedesco) fu usata per la prima volta prima del 1300 in una cronaca olandese in rima (Reimchronik). Dal XIV secolo questo termine si riferiva al Ducato di Sassonia-Lauenburg (in contrapposizione a Sassonia-Wittenberg). Alla creazione dei circoli imperiali nel 1500, un Circolo della Bassa Sassonia è stato distinto da un Circolo della Bassa Renania-Vestfalia. Quest'ultimo comprendeva i seguenti territori che, in tutto o in parte, appartengono oggi allo stato della Bassa Sassonia: il Vescovato di Osnabrück, il Vescovato di Münster, la Contea di Bentheim, la Contea di Hoya, il Principato della Frisia orientale, il Principato di Verden, Contea di Diepholz, Contea di Oldenburg, Contea di Schaumburg e Contea di Spiegelberg. Allo stesso tempo fu fatta una distinzione con la parte orientale delle antiche terre sassoni dai principati della Germania centrale successivamente chiamati Alta Sassonia per ragioni dinastiche.
Gli stretti legami storici tra i domini del Circolo della Bassa Sassonia sopravvissero per secoli soprattutto da un punto di vista dinastico nella moderna Bassa Sassonia. La maggior parte dei territori storici la cui terra ora si trova nella Bassa Sassonia erano sub-principati delle tenute medievali di Welfen del Ducato di Brunswick-Lüneburg. Tutti i principi Welfen si chiamavano duchi "di Brunswick e Lüneburg" nonostante spesso governassero parti di un ducato che veniva diviso e riunito per sempre quando le varie linee Welfen si moltiplicavano o si estinsero.
Nel corso del tempo due grandi principati sopravvissero ad est del Weser: il Regno di Hannover e il Ducato di Brunswick: dopo il 1866 Hannover divenne una provincia prussiana; mentre nel 1919 Brunschweig divenne uno stato libero. Storicamente esiste uno stretto legame tra la casa reale di Hannover (Elettorato di Hannover) con il Regno Unito di Gran Bretagna e Irlanda del Nord a seguito della loro unione personale nel XVIII secolo.
Il Land della Bassa Sassonia venne creato il 1º novembre 1946, durante il periodo di occupazione britannica, dalla fusione dei Land di Braunschweig, Hannover, Oldenburgo e Schaumburg-Lippe.

## Elenco di Ministri-Presidenti della Bassa Sassonia
1. 1946 - 1955: Hinrich Wilhelm Kopf (SPD)
2. 1955 - 1959: Heinrich Hellwege
3. 1959 - 1961: Hinrich Wilhelm Kopf (SPD)
4. 1961 - 1970: Georg Diederrichs (SPD)
5. 1970 - 1976: Alfred Kubel (SPD)
6. 1976 - 1990: Ernst Albrecht (CDU)
7. 1990 - 1998: Gerhard Schröder (SPD)
8. 1998 - 1999: Gerhard Glogowski (SPD)
9. 1999 - 2003: Sigmar Gabriel (SPD)
10. 2003 - 2010: Christian Wulff (CDU), eletto Presidente della Germania
11. 2010 - 2013: David McAllister (CDU)
12. 2013 - 2017: Stephan Weil (SPD)
13. 2017 - 2022: Stephan Weil (SPD)
14. dal 2022: Stephan Weil (SPD)

## Bandiera
La bandiera della Bassa Sassonia è il tricolore a bande orizzontali nero-rosso-oro della bandiera della Repubblica Federale Tedesca all'interno della quale, leggermente spostato verso l'asta, campeggia lo stemma dello stato, il destriero sassone. Questa bandiera vale sia come bandiera civile che come bandiera governativa. I fondatori del Land scelsero la bandiera nazionale come compromesso nei confronti delle diverse e storiche bandiere e colori degli stati che vennero uniti nella Bassa Sassonia.
La bandiera fu introdotta il 13 aprile 1951 con la Costituzione provvisoria della Bassa Sassonia, che entrò in vigore il 1º maggio 1951. I particolari furono però regolamentati dalla successiva legge su stemmi, bandiere e sigilli del 13 ottobre 1952.
La Bassa Sassonia è l'unico stato tedesco ad utilizzare come bandiera navale la stessa bandiera civile, ma a forgia di gagliardetto (a coda di rondine). Tutti gli altri Länder invece come bandiera navale utilizzano la bandiera tedesca come bandiera principale e la bandiera governativa del Land come bandiera secondaria.

## Patrimoni dell'umanità
La Bassa Sassonia possiede nel suo territorio 5 luoghi definiti Patrimoni dell'Umanità

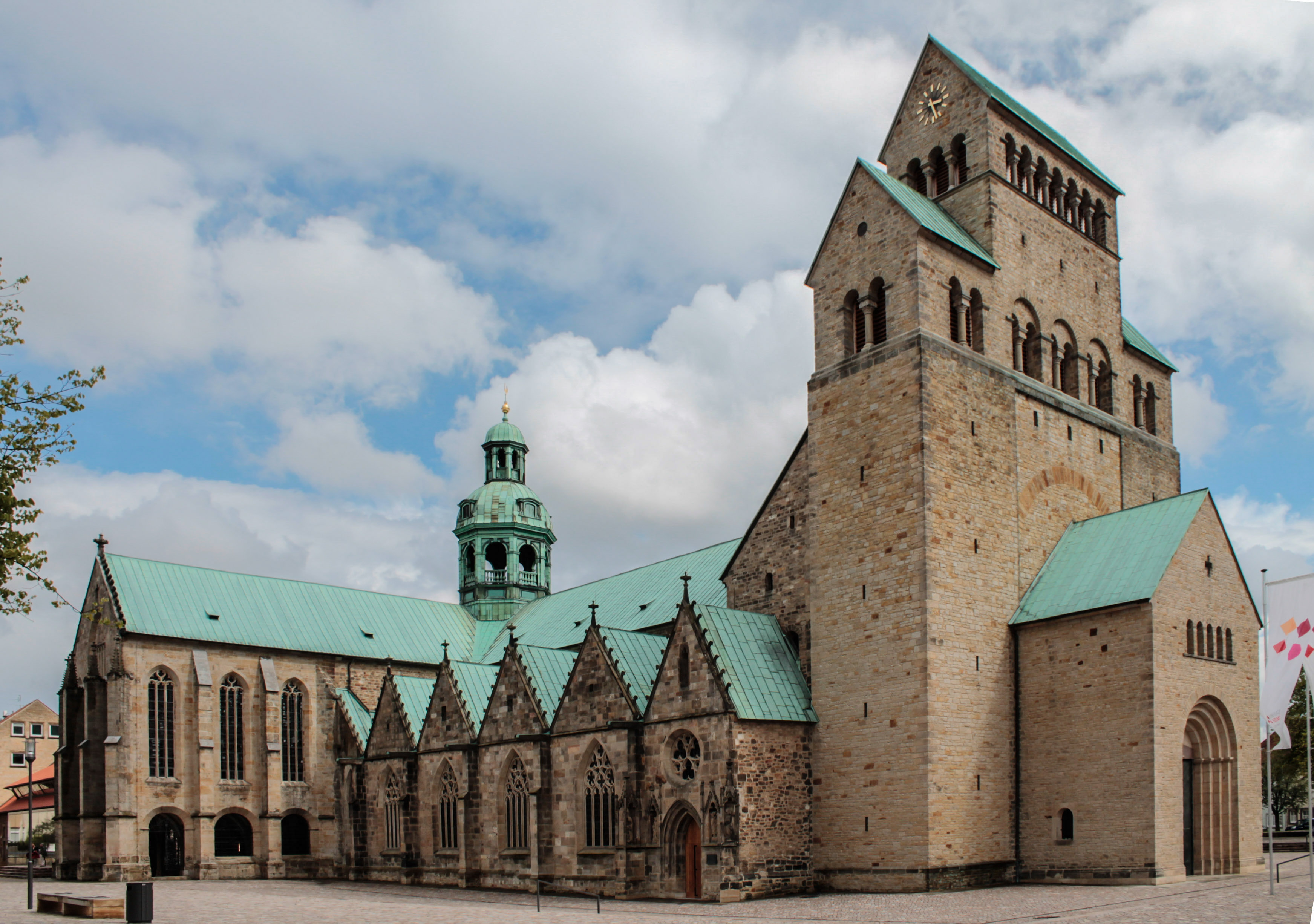
Cattedrale di Hildesheim
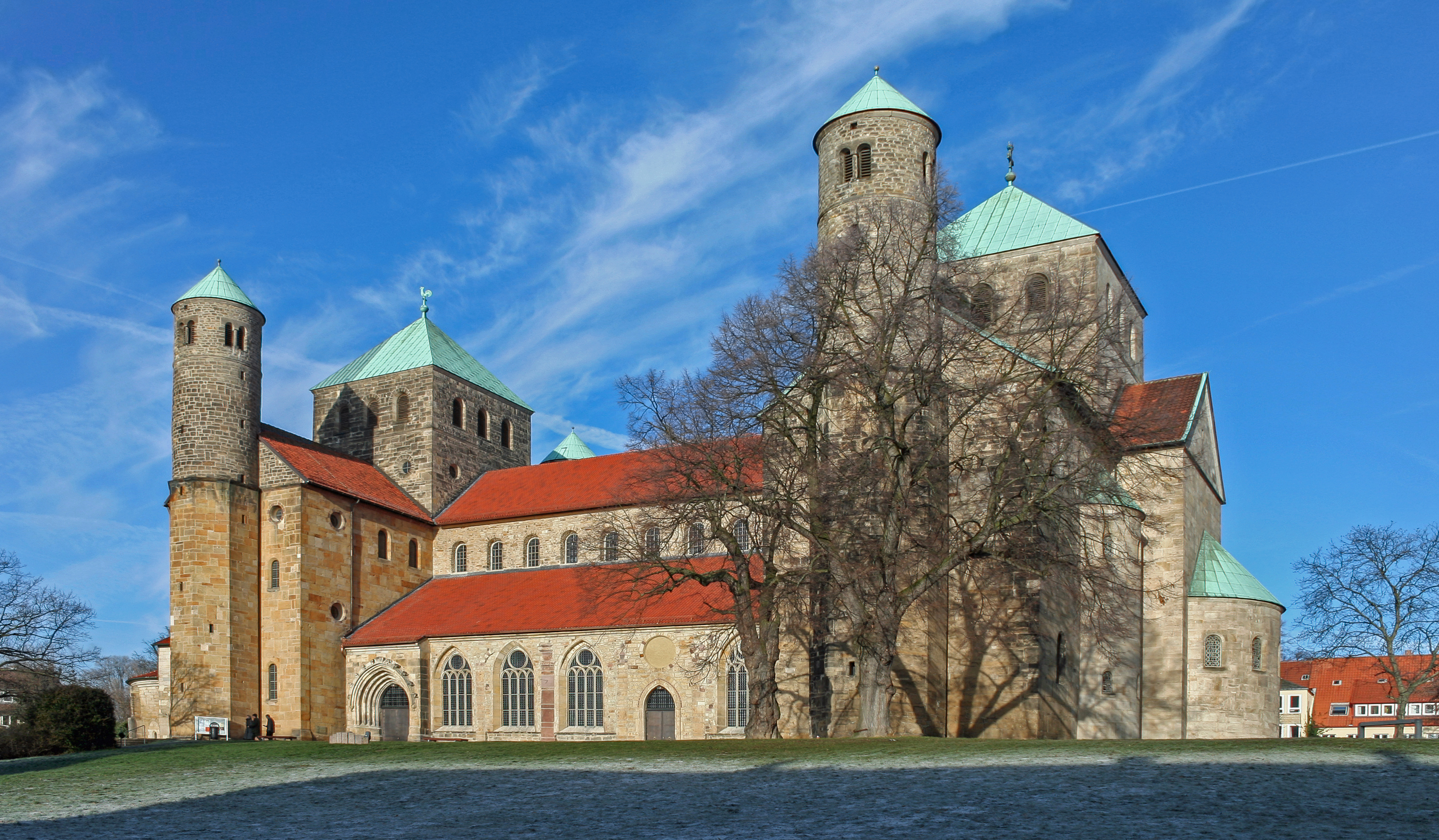
Chiesa di San Michele, Hildesheim
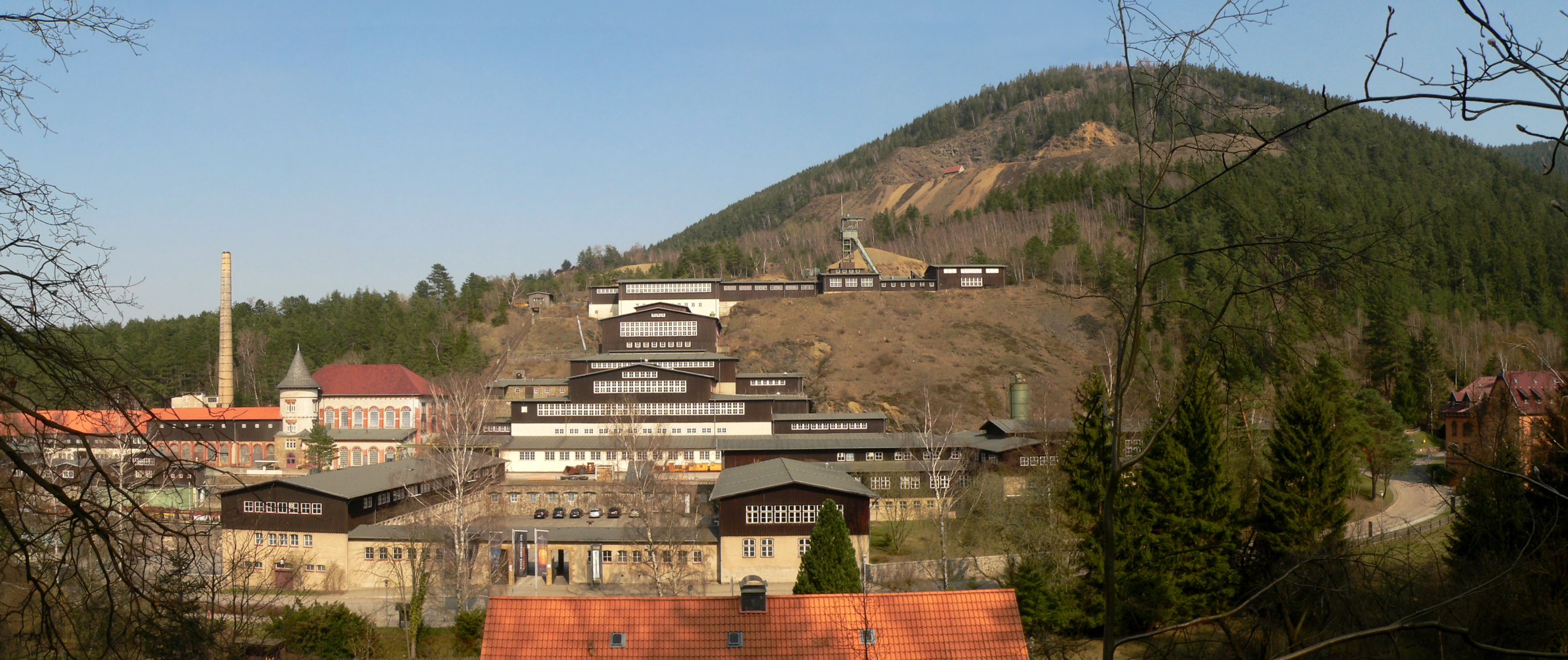
Miniere di Rammelsberg
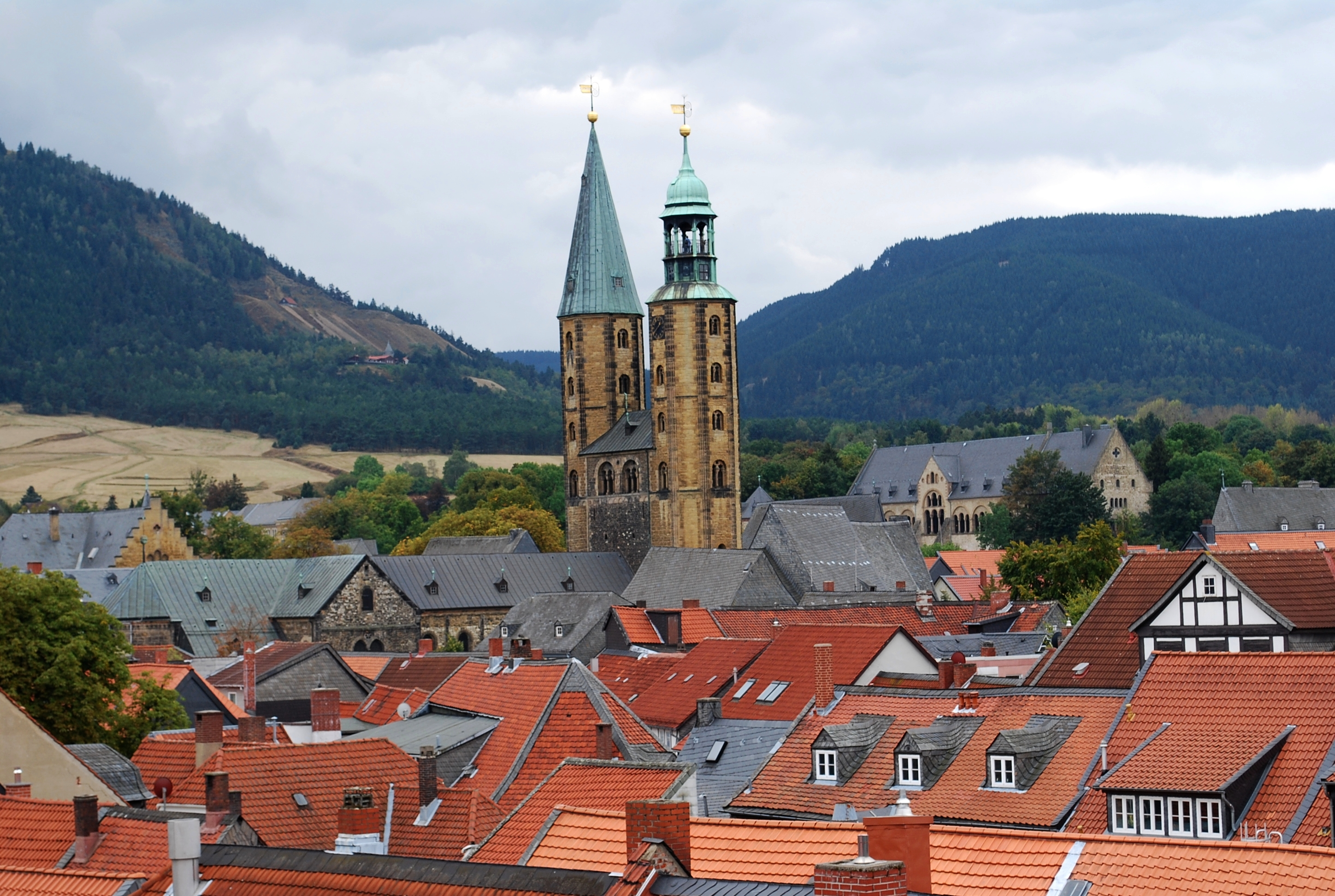
Centro storico di Goslar
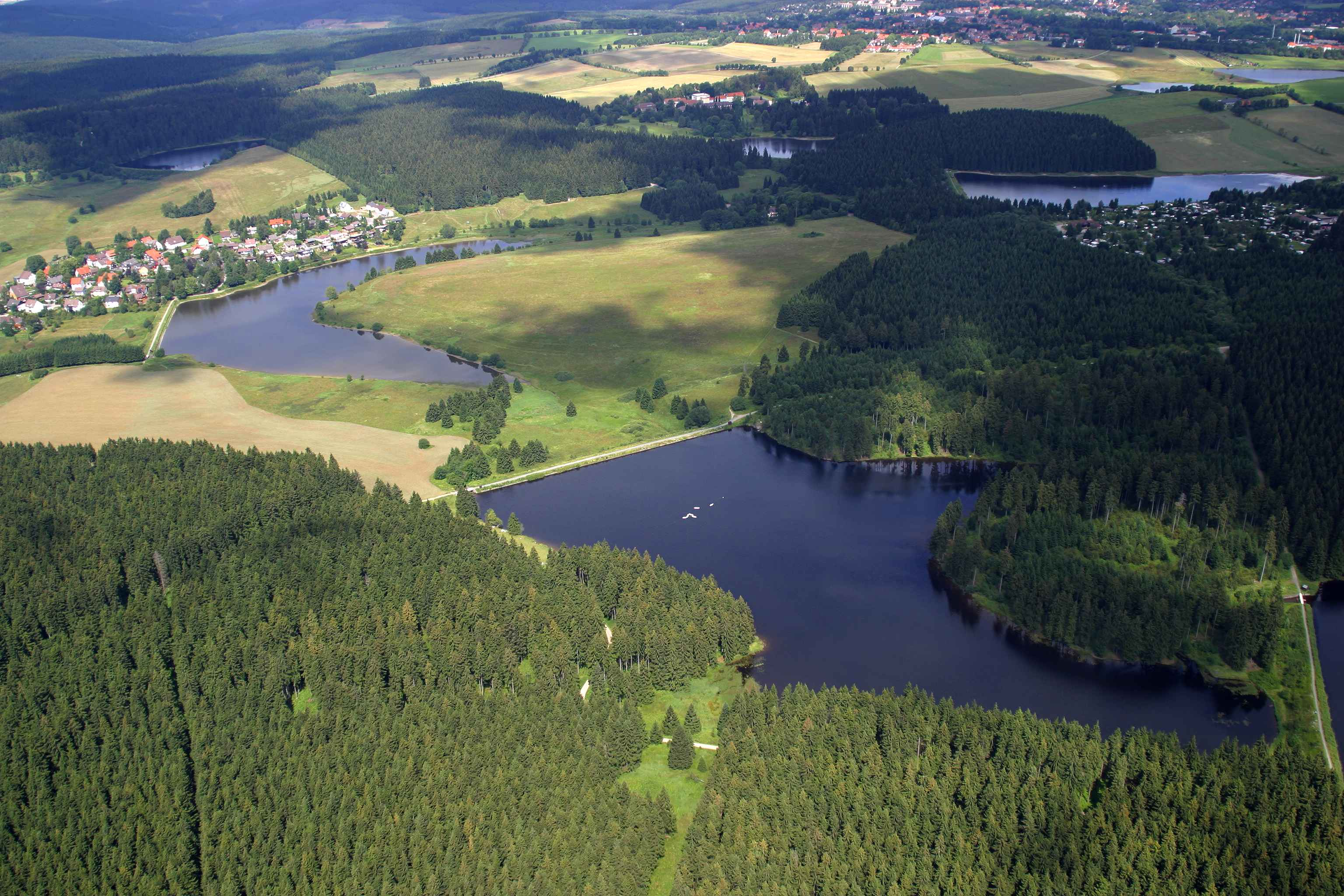
Sistema idrico dell'Oberharz
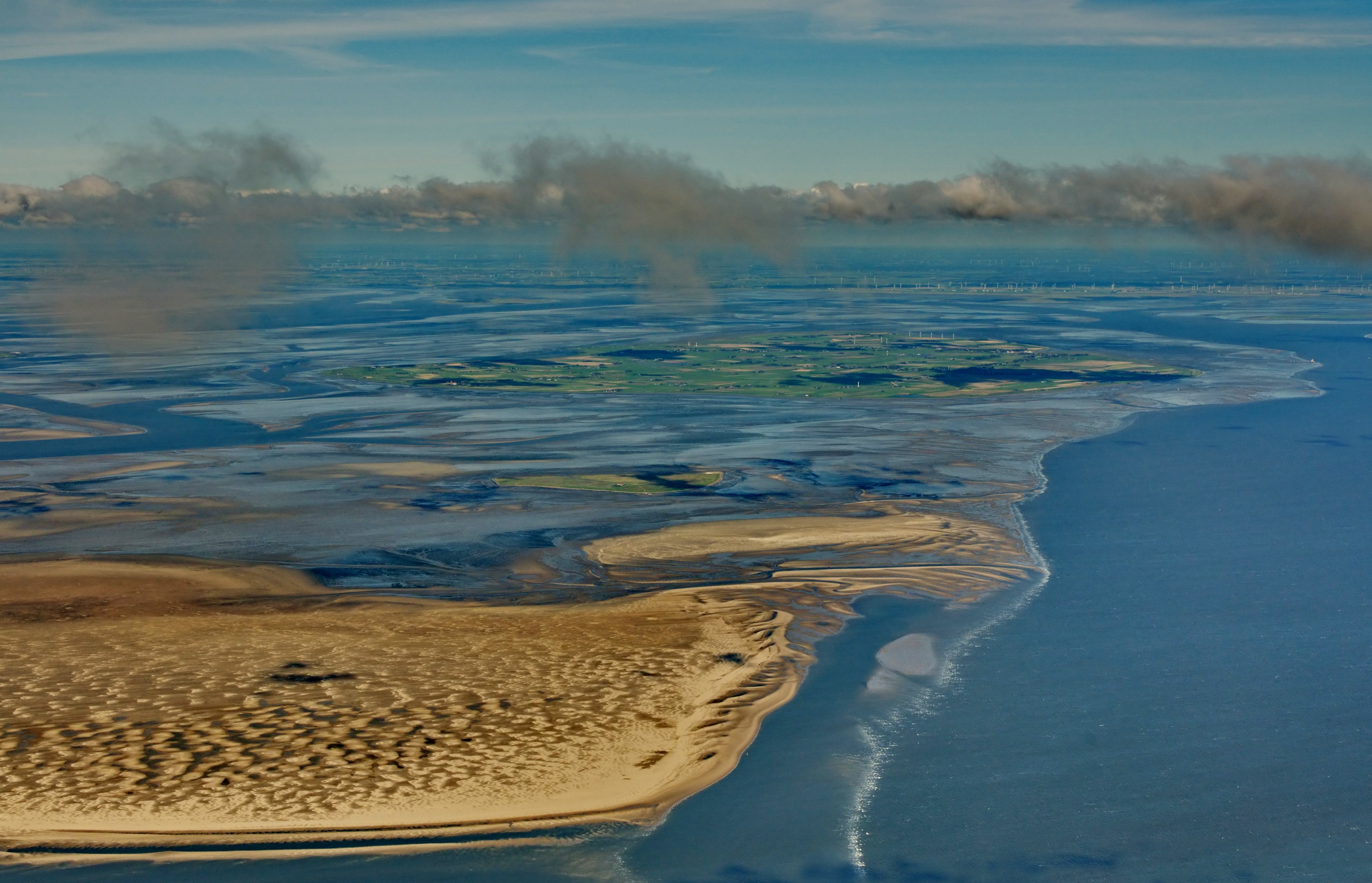
Mare dei Wadden
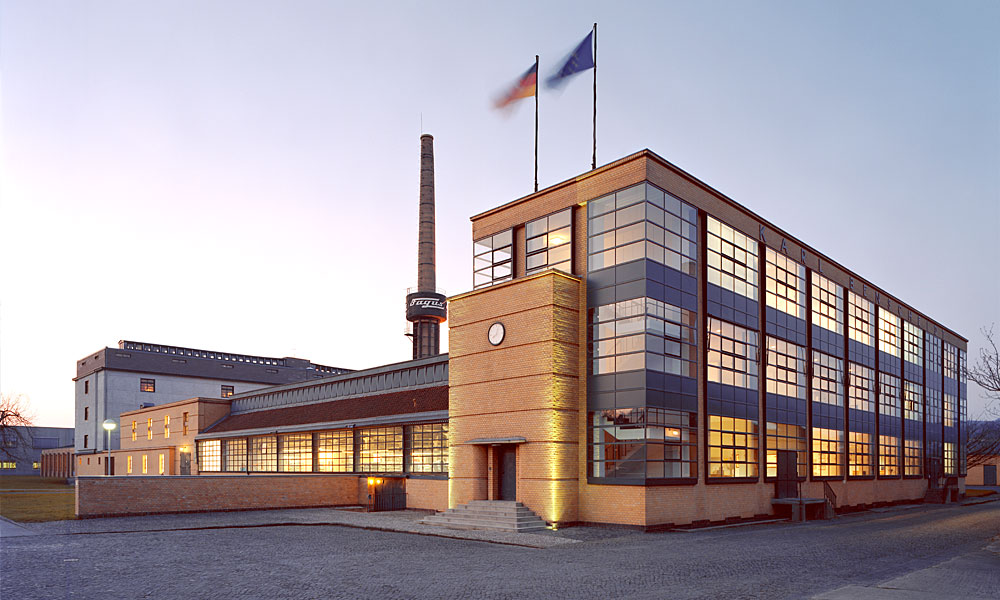
Officine Fagus